# Taenitis
Taenitis is een geslacht van zestien soorten tropische varens uit de lintvarenfamilie (Pteridaceae).
Het zijn varens uit Malesië en de eilanden van de Stille Oceaan.

## Naamgeving enetymologie
- Synoniemen: Holttumia Copel. (1941), Holttumiella Copeland (1941), Platytaenia Kuhn (1882), Schizolepton Fée (1851)

## Kenmerken
Taenitis-soorten zijn middelgrote terrestrische varens met kruipende rizomen bezet met donkere borstelvormige haren. De bladen staan op donkere, glanzende en gegroefde stelen en zijn leerachtig, onbehaard, ongedeeld tot eenmaal gedeeld, de deelblaadjes smal elliptisch, meestal gaafrandig. Ze zijn dimorf, de fertiele bladen zijn over het algemeen groter, de deelblaadjes korter en breder. De steel bevat twee vaatbundels die naar boven toe fuseren tot één U-vormige vaatbundel.
De sporenhoopjes staan aan de onderzijde van de bladen, onregelmatig verspreid of in een rij tussen de bladrand en de middennerf. Ze bezitten geen indusium en worden beschermd door parafyses.

## Taxonomie
Het geslacht telt zestien soorten en nog enkele ondersoorten en variëteiten.

### Soortenlijst
- Taenitis blechnoides (Willd.) Sw. (1806)
- Taenitis cordata (Gaudich.) Holtt. (1960)
- Taenitis dimorpha Holtt. (1947)
- Taenitis diversifolia Holtt. (1968)
- Taenitis flabellivenia (Baker) Holtt. (1962)
- Taenitis hookeri (C. Chr.) Holtt. (1975)
- Taenitis hosei (Baker) Holtt. (1968)
- Taenitis intermedia M.Kato (1988)
- Taenitis interrupta Hook. & Grev. (1828)
- Taenitis marginata Holtt. (1962)
- Taenitis mediosora M.Kato (1988)
- Taenitis obtusa Hook. (1854)
- Taenitis pinnata (J. Smith) Holtt. (1968)
- Taenitis requiniana (Gaud.) Copel. (1929)
- Taenitis trilobata Holtt. (1968)
- Taenitis vittarioides Holtt. (1966)